# 歐嘉·斯卡貝耶娃
歐嘉·弗拉基米羅芙娜·斯卡貝耶娃（羅馬化：Olga Vladimirovna Skabeyeva；1984年12月11日—），俄羅斯電視名人和政治評論家。由於對俄羅斯反對派的批評，她獲得「普丁電視台的鐵玩偶」的綽號。

## 早期生活和教育
斯卡貝耶娃於1984年12月11日出生於蘇聯伏爾加斯基。起初她就讀於一所俄美私立學校，後來轉到一所普通中學，並以優異成績畢業。
十年級時，她決心成為一名記者。她在聖彼得堡國立大學主修新聞系，於2008年獲得拉丁文學位榮譽並畢業。她的新聞生涯開始於一家當地報紙。

## 職業生涯
2012至2013年，斯卡貝耶娃因報導暴動小貓審判、同時出現的反政府集會以及隨後對俄羅斯反對派支持者活動的刑事調查而嶄露頭角。她對俄羅斯反對派的批評性報導促使電視評論家伊琳娜·彼得羅夫斯卡婭（Irina Petrovskaya）將她描述為俄羅斯國家電視台「特別行動隊」的成員，且她的語氣是「起訴和指責」的。
2015至2016年，斯卡貝耶娃在俄羅斯-1電視頻道主持作者的節目Vesti.doc。自2016年9月12日起，她與丈夫葉夫根尼·波波夫一起主持俄羅斯-1的社會和政治談話節目《60分鐘》，被稱為高調話題的討論節目。
2018年，斯卡貝耶娃參與了試圖破壞英國對謝爾蓋和尤利婭·斯克里帕爾毒殺案的調查。她在電視節目中說，斯克里帕爾中毒案是「英國精心策劃抹黑俄羅斯的陰謀」。
根據2021年7月29日公佈的一項反腐敗基金會的調查，斯卡貝耶娃與其丈夫在莫斯科擁有總價值超過3億盧布（400萬美元）的不動產。《The Insider》網站於2020年的一項調查發現，斯卡貝耶娃的官方年收入為1280萬盧布，其丈夫則為1290萬盧布。據跟報導，他們唯一的收入來源是國有媒體控股的全俄國家電視廣播公司及其下屬的俄羅斯-1電視頻道。
斯卡貝耶娃是俄羅斯電視TEFI獎的兩屆得主，在2017年和2018年獲得這一殊榮。
她稱2022年俄羅斯入侵烏克蘭是「為了保護頓巴斯的人民不受納粹政權的侵害」，並說這是「毫不誇張地說，是歷史上的一個關鍵路口。」2022年4月15日，她對烏克蘭岸防部隊擊沉俄軍黑海艦隊旗艦莫斯科號飛彈巡洋艦作出反應，說：「人們可以有把握地稱其已升級為第三次世界大戰」。2023年2月，她在其节目中声称德国人会因预期停电而囤积蜡烛，而在英国，人们吃动物尸体，妇女卖淫以换取食物和取暖。她的言论变相承认克里姆林宫有意人为制造欧洲天然气供应短缺。

## 外部連結
- 歐嘉·斯卡貝耶娃的Instagram帳戶
- 歐嘉·斯卡貝耶娃 （页面存档备份，存于）在紅星電視台的資料
- Russia: Trump's chaos means 'we will finally defeat America' （页面存档备份，存于）